# Municipio de Cokato
El municipio de Cokato (en inglés: Cokato Township) es un municipio ubicado en el condado de Wright en el estado estadounidense de Minnesota. En el año 2010 tenía una población de 1311 habitantes y una densidad poblacional de 14,85 personas por km².

## Geografía
El municipio de Cokato se encuentra ubicado en las coordenadas 45°6′57″N 94°12′16″O / 45.11583, -94.20444. Según la Oficina del Censo de los Estados Unidos, el municipio tiene una superficie total de 88.26 km², de la cual 84,79 km² corresponden a tierra firme y (3,93 %) 3,47 km² es agua.

## Demografía
Según el censo de 2010, había 1311 personas residiendo en el municipio de Cokato. La densidad de población era de 14,85 hab./km². De los 1311 habitantes, el municipio de Cokato estaba compuesto por el 96,64 % blancos, el 0,23 % eran afroamericanos, el 1,07 % eran amerindios, el 0,08 % eran asiáticos, el 0,46 % eran de otras razas y el 1,53 % eran de una mezcla de razas. Del total de la población el 1,68 % eran hispanos o latinos de cualquier raza.